# Kane 2
Kane 2 is een actiespel ontwikkeld en bedacht door John Darnell en uitgegeven door Mastertronic. Het spel werd in 1988 uitgebracht voor de Commodore 64. Het spel is de opvolger van Kane, ook ontwikkeld door John Darnell.

## Verhaal
De Black Hole Gang zorgde voor veel problemen voor Marshall McGraw (de protagonist) veel moeite bezorgd, waardoor bijna een Indiaanse oorlog ontstond mits hij niet gevangen werd genomen. Na zijn vrijlating probeert hij de dochter van de Indiaanse leider te ontvoeren in een poging een nieuwe oorlog te beginnen.

## Gameplay
Kane 2 is verdeeld in vier stadia. In het eerste stadium moet de speler vijanden uit een rijdende trein schieten terwijl hij op zijn paard rijdt. Tijdens dit vuurgevecht moet de speler ook nog proberen om over de stenen die af en toe op de weg liggen te springen. Daarna raakt de speler in een vuurgevecht om een vijandig fort in te nemen. Als dat gelukt is probeert de speler zijn paar, in een rodeo-achtige minigame, zijn paard te temmen. Als laatste moet de speler proberen te ontsnappen met zijn paard door opnieuw over rotsen heen te springen.